# Notophthiracarus neotrichus
Notophthiracarus neotrichus är en kvalsterart som först beskrevs av Wallwork 1966.  Notophthiracarus neotrichus ingår i släktet Notophthiracarus och familjen Phthiracaridae. Inga underarter finns listade i Catalogue of Life.